# Damour (fleuve)
 (février 2010).
Si vous disposez d'ouvrages ou d'articles de référence ou si vous connaissez des sites web de qualité traitant du thème abordé ici, merci de compléter l'article en donnant les références utiles à sa vérifiabilité et en les liant à la section « Notes et références ».
Pour les articles homonymes, voir Damour.
Damour est un petit fleuve côtier du Liban, long de 37.5 km. Il nait sur le mont Barouk et se jette dans la Méditerranée à proximité de la ville de Damour, ville qui porte le nom du fleuve. 

## Histoire
Il s'appelait pendant la période phénicienne fleuve de Damoros, puis les Croisades l'ont surnommé fleuve D'amour.
La ville fut fondée au bord du fleuve par des gens pauvres qui voulaient faire payer d'importants droits de passage aux émirs. Le fleuve avait un débit important et les habitants assurèrent le transport des voyageurs d'un côté à l'autre, en faisant payer très cher ce service.
Ce fleuve fut depuis l'histoire un point de passage stratégique en direction de Beyrouth, Saida, Deir el Kamar, Beiteddine, etc.